# パンツァーベア
「パンツァーベア(装甲熊 Der Panzerbär)」紙は、第二次世界大戦末期のベルリン攻防戦中、戦意高揚のプロパガンダとして短期的に発刊された新聞である。表題には、ベルリンを象徴するクマが対戦車兵器とシャベルを担いだ姿のワッペンと、「大ベルリン防衛戦士のための戦闘紙」という副題が添えられていた。

## 概要
当初はテンペルホーフの旧ウルシュタインハウスで印刷されていたが、そこでは国防軍の砲兵観測所が設置されており、近隣の約3,000人が防空壕に避難していた。ベルリンの戦いで赤軍が接近した1月24日にはテンペルホーフの敷地内にある「ドイツ出版社(Deutscher Verlag)」で発刊が継続されていた。4月、取締役マックス・ヴィースナーの命により、パンツァー・ベア紙の編集者はコッホ通りのプレスハウス跡地に移転したが、この跡地はSSに占拠されており、地下壕や火器管制所として機能していた。

## 紙面
本紙の出版元は初版では「宣伝中隊『Panzerbär』- ベルリン司令部」と題されていたが、その後は「野戦郵便局 67号 700事業所(Dienstelle Fp.-Nr.67 700)」と改称された。

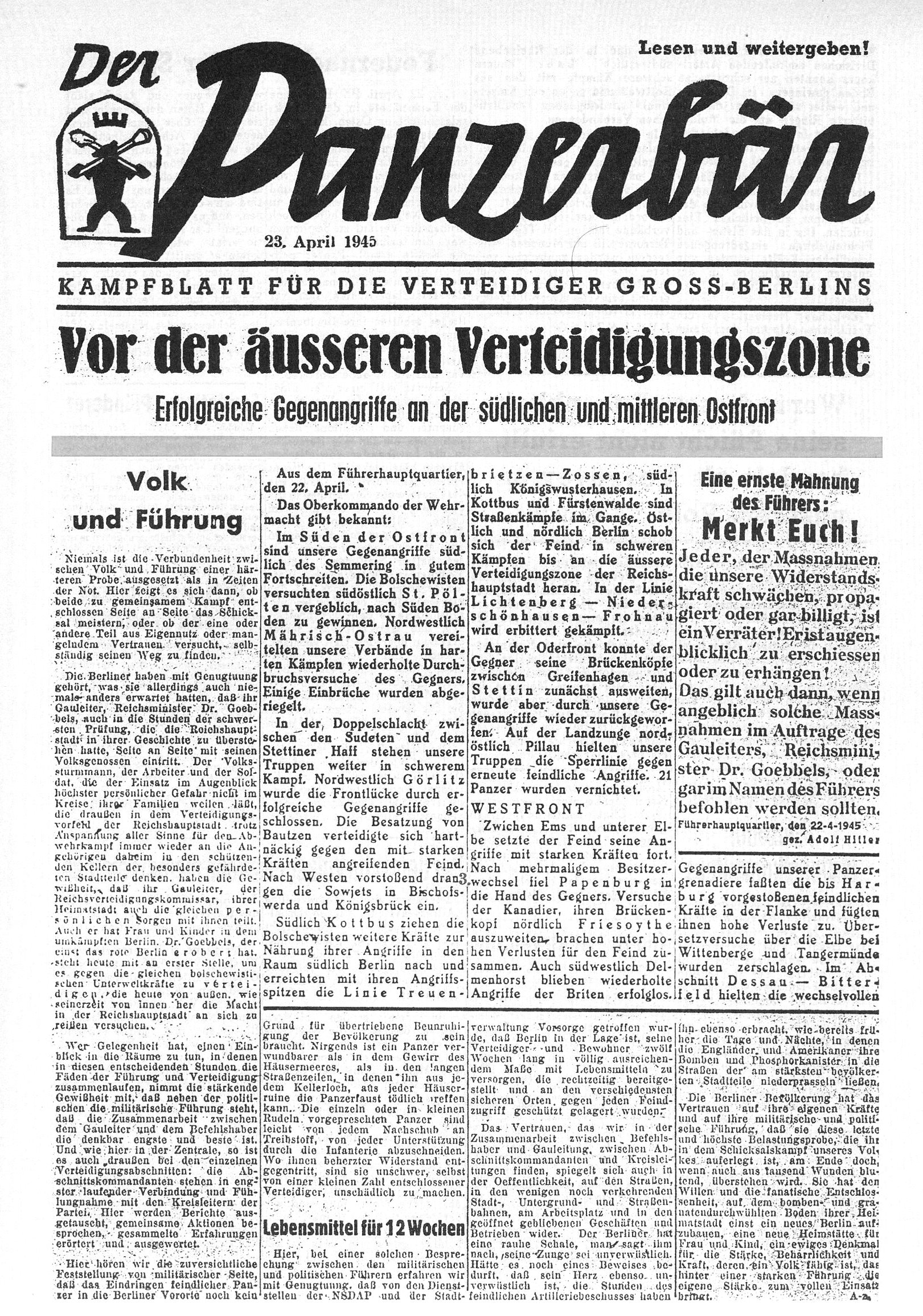
1945年4月23日号。大見出しは「外周防衛区域の前面、東部戦線の南側・中央で逆襲に成功」

1945年4月29日付けの最終号は配布されず、印刷所や路上に大量に積み上げられたままであった。「英雄的闘争 - 昼夜を問わず機動せる新たな部隊」という見出しの下、一面には「都市中心部をめぐる戦闘」と書かれていた。社説「より辛抱強く」(Der längere Atem)では「我々はもう失うものは何もない。我々は全てを失い、自分自身と未来、妻と子供達に身を委ねることになる。」と記載され、3ページ目には、戦局の希望的観測に対する批判、反論が述べられ、それらは希望ではなく単なる臆病さから来る敗北主義であると締められた。また、4ページ目には2枚の写真(パンツァーファウストを装備したヒトラー・ユーゲント隊員に食料を手渡す赤十字の姉妹)が掲載され、他には以下のプロパガンダ報道が掲載されていた。
- 各地の戦闘状況(フリードリヒスハイン、シャルロッテンブルク等)
- 最前線における女性の活動記録。
- フリードリヒ・カール・プラッツにおいて15輌のT-34を撃破したユーゲント隊員の記事。
- 廃墟での戦争罹災者の目撃情報。
- ベルリンの戦闘に参加した武装親衛隊の外人志願部隊(フランス、ノルウェー、デンマーク、フラマン、オランダ)